# Axente Vanessza
Axente Vanessza (Nagylengyel, 1995. november 19. –) magyar divatmodell.

## Fiatalkora
Axente Vanessza 1995-ben született Nagylengyelben. A zalaegerszegi Eötvös József Általános iskolába járt.
A nővére, Benedetta győzte meg arról, hogy látogasson el Budapestre a modellügynökséghez és kezdjen el modellkedni.
14 éves korától már nemcsak Magyarországon, hanem Szingapúrban és Japánban is dolgozott.
16 évesen döntötte el, hogy bemutatkozik az európai divatpiacon.

## Karrierje
Vanessza a karrierjét az Attractive Models modellügynökséggel kezdte 2009-ben.
2011 novemberében a VIVA Model Managementnél folytatta, majd 2012 januárjában a DNA Model Management modelljeként folytatta munkáját New York-ban.

### 2012
Nagybetűs karrierjét 2012 februárjában kezdte amikor is ő nyitotta meg a 2012-es Prada show-t Milánóban mint exkluzív bemutatót. Párizsban olyan előadásokat mutatott be, mint: Dries van Noten, Givenchy, Christian Dior SA, Nina Ricci, Louis Vuitton és Miu Miu. Ugyanebben az évben nyitotta meg a Céline és a Valentino bemutatókat.
Ugyanebben az évben a Prada show hatására azonnal felkereste a világhírű fotós, Steven Meisel. Feltűnt a Vogue Italia 2012. júliusi címlapján, a Vogue Italia 2012. augusztusi vezércikkében, 2012 decemberében pedig ismét a borítón.
Vanessza később is feltűnt a Vogue Italia borítóján 2013 márciusában egy férfi modellel, Gustav Swedberggel.
2014 januárjában ismét szerepelt ugyanabban a lapban.

### 2013
A 2013-as tavaszi New York-i divathéten olyan bemutatókon járt, mint Alexander Wang, Calvin Klein, Tommy Hilfiger, ő nyitotta meg a Donna Karan-bemutatót, és ő zárta le a Proenza Schouler- és Victoria Beckham-bemutatókat. Városi exkluzívként hívták meg a Londonba Giles Deacon divattervezőhöz. Milánóban Vanessza ismét a Prada-ra volt meghívva, de a következő héten Párizsban folytatta a bemutatókat, beleértve az Alexander McQueen divatbemutatót is.
Szerepelt a Prada 2013-as tavaszi kampányában, Amber Valletta, Eva Herzigová, Sasha Pivovarova, Raquel Zimmermann és Saskia de Brauw mellett.
Feltűnt a Vogue Japan címlapján 2013 februárjában, amit Patrick Demarchelier készített.
A 2013-as őszi szezonban fél-exkluzív modell volt az Alexander Wang show-ban. Ő nyitotta meg a Marc by Marc Jacobs show-t és ő zárta le a Narciso Rodriguez show-t. A londoni Tom Ford-rendezvényen városi exkluzívként volt jelen. A milánói divathetet teljes egészében ismeretlen okok miatt kihagyta.
Később Párizsban volt fél exkluzív vendég a Balenciaga francia divatcégnél, és ő zárta az Alexander McQueen- és a Miu Miu-rendezvényeket.
Még ugyanebben az évben szerepelt a 2013-as Calvin Klein-kampányban egyedüli lányként.

### 2014–jelenleg
2014 tavaszán ismét fél-exkluzív modellként volt jelen az Alexander Wang show-ban, megnyitotta a Tommy Hilfiger- és Donna Karan-rendezvényeket, és ő zárta a Marc by Marc Jacobs show-t New York-ban.
A londoni divathetet teljesen kihagyta, később ismét Milánóban volt jelen a Prada show-ban.
Ezek után debütált a Versace, Gucci, Fendi, Jil Sander kifutóján, és ő nyitotta meg a Sacai show-t Párizsban.
2013 októberében szerepelt először a Vogue Germany címlapján.
2014 tavaszán ismét jelen volt a Calvin Klein kampányán, amelyet szintén Mert & Marcus fotózott.
A 2014-es őszi szezonban exkluzív modell volt a Calvin Klein Collection New York-i bemutatóján, és ő nyitotta meg a párizsi H&M-bemutatót.
Májusban szerepelt másodjára a Vogue Japan címlapján, amelyet Willy Vanderperre forgatott.
Később a Calvin Klein 2014-es őszi kampányában is szerepelt (zsinórban harmadszor), amelyet David Sims fényképezett.
Még ugyanebben az évben a Models.com Top 50 Models listájában a topmodellek közé sorolták. Szeptemberig nyolc különböző Vogue-borítón is szerepelt

## Magánélete
Indiai férjétől 2024 nyarán született lánya Giselle.

## Fordítás
- Ez a szócikk részben vagy egészben  a   Vanessa Axente című angol Wikipédia-szócikk ezen változatának fordításán alapul.  Az eredeti cikk szerkesztőit annak laptörténete sorolja fel. Ez a jelzés csupán a megfogalmazás eredetét és a szerzői jogokat jelzi, nem szolgál a cikkben szereplő információk forrásmegjelöléseként.